# Dziekan Kolegium Kardynalskiego
Dziekan Kolegium Kardynalskiego – przewodniczący Kolegium Kardynalskiego w Kościele rzymskokatolickim, zawsze w randze kardynała biskupa. Do jego zwyczajowych zadań należy m.in. przewodniczenie uroczystościom pogrzebowym po śmierci papieża, odprawianie mszy na rozpoczęcie oraz przewodniczenie obradom konklawe. Zgodnie z § 4 kan. 352 Kodeksu Prawa Kanonicznego z 1983 „Dziekan Kolegium Kardynalskiego zobowiązany jest do stałego zamieszkania w Rzymie”. Do 2020 długość kadencji dziekana była nieograniczona przepisami, a obecnie wynosi 5 lat (z możliwością przedłużenia). Dziekanowi odchodzącemu z urzędu przysługuje honorowy tytuł „dziekana emeryta”.

## Historia urzędu
Geneza urzędu dziekana Kolegium Kardynalskiego sięga czasów jeszcze sprzed uformowania się Kolegium Kardynalskiego na przełomie XI i XII wieku. Od VIII stulecia siedmiu (później sześciu) biskupów tzw. diecezji podmiejskich Rzymu zajęło szczególne miejsce u boku papieża i byli oni odtąd nazywani „kardynałami biskupami”. W ich kręgu, podczas uroczystości liturgicznych, podpisywania aktów urzędowych itp. ściśle przestrzegano porządku starszeństwa liczonego od daty nominacji na urząd kardynała-biskupa. Kardynał-biskup o najdłuższym stażu nosił tytuł Prior Episcoporum, co można tłumaczyć jako prymas [kardynałów] biskupów („pierwszy spośród kardynałów biskupów”). Kiedy na przełomie XI i XII wieku doszło do uformowania się Kolegium Kardynałów, w skład którego oprócz biskupów weszli także kardynałowie prezbiterzy i diakoni, naturalną koleją rzeczy Prior Episcoporum stał się najwyższym rangą członkiem tego gremium. Począwszy od XIV wieku na jego określenie zaczęto zamiennie używać także terminu Sacri Collegii Decanus, częściej jednak używano takich określeń, jak Prior Episcoporum ac omnium Cardinalium, Prior Cardinalium czy Primus Cardinalium. W XV wieku ustępujący pretendenci do tronu papieskiego w okresach wielkiej schizmy zachodniej oraz schizmy bazylejskiej otrzymywali godność kardynalską z zastrzeżeniem pierwszeństwa przed wszystkimi innymi kardynałami. Pomijając jednak przypadki byłych antypapieży, nic nie wskazuje, by do końca XV wieku funkcja ta traktowana była jako jakiś specjalny urząd, na który dokonywano formalnej nominacji; osobę ją pełniącą wyznaczał ogólnie znany porządek starszeństwa wśród kardynałów biskupów. Niewykluczone jednak, że już wtedy pomijano kardynałów biskupów nie będących rezydentami Kurii Rzymskiej.
Stopniowa instytucjonalizacja funkcji dziekana czy też prymasa Kolegium Kardynalskiego została zapoczątkowana przez papieża Juliusza II (1503–1513). 29 listopada 1503, a więc krótko po swoim wyborze na papieża, mianował on dotychczasowego prymasa (dziekana) Kolegium Kardynalskiego Oliviero Carafę kardynałem biskupem Ostia e Velletri. Od tego momentu datuje się ścisłe powiązanie tej diecezji z funkcją dziekana Świętego Kolegium, jak również upowszechnienie samej nazwy Sacri Collegii Cardinalium Decanus. Po roku 1503 kardynał biskup, który zgodnie z porządkiem starszeństwa powinien stać się dziekanem Kolegium Kardynalskiego, obejmował tę funkcję dopiero po przeniesieniu go z dotychczasowej diecezji do diecezji Ostia e Velletri; zanim to nastąpiło, mógł on być co najwyżej „pełniącym obowiązki dziekana”. W przeciwieństwie do funkcji protodiakona lub protoprezbitera nie była to więc funkcja obejmowana z mocy samego prawa zgodnie z ustalonym porządkiem starszeństwa, lecz wymagała zatwierdzenia na konsystorzu przez samego papieża, poprzez przeniesienie danego kardynała do diecezji Ostia e Velletri. Tę unię personalną zatwierdzili papieże Paweł IV w 1555 i Grzegorz XIV w 1591.
Wprowadzenie przez Juliusza II obowiązku formalnej nominacji na urząd dziekański wkrótce spowodowało spory na tle obsady tego urzędu. W 1534 kardynał dziekan Alessandro Farnese został wybrany na papieża jako Paweł III, zwalniając tym samym diecezję Ostia e Velletri. Na konsystorzu 17 października 1534 o przeniesienie do tej diecezji i tym samym nominację na urząd dziekana poprosił kardynał Giovanni Piccolomini, który był najstarszym stażem kardynałem biskupem obecnym wówczas w Kurii Rzymskiej. Wniosek ten oprotestowali jednak francuscy kardynałowie, jako naruszający prawa ich rodaka François Guillaume de Clermont, którego nominacja na kardynała biskupa poprzedzała nominację Piccolominiego, ale który pełnił funkcję legata w Awinionie i nie rezydował w Kurii. Paweł III początkowo wstrzymał się z rozstrzygnięciem, ale ostatecznie 26 lutego 1535 dał pierwszeństwo Piccolominiemu jako rezydentowi Kurii. Kazus ten był jednym z powodów, dla którego dokonano formalnego uregulowania obsady urzędu dziekana Świętego Kolegium Kardynalskiego.
Pierwszą taką oficjalną regulacją była Konstytucja Pawła IV Cum Venerabilis z 22 sierpnia 1555 roku, która wprowadziła obowiązującą niemal nieprzerwanie aż do 1965 roku zasadę, że dziekanem Kolegium Kardynalskiego zostaje każdorazowo kardynał biskup o najdłuższym stażu kardynalskim (liczonym od momentu promocji na kardynała biskupa), z tym, że pod uwagę mieli być brani jedynie rezydenci Kurii Rzymskiej. Uznaniu za rezydenta nie stała na przeszkodzie czasowa nieobecność w Kurii zlecona przez papieża i spowodowana „sprawami publicznymi” (ex causa publica).
Obowiązek rezydencji zniósł papież Benedykt XIII w 1724, jednak przywrócił go już jego następca Klemens XII w 1731. Nominacje na kardynała dziekana z pominięciem nierezydentów mających dłuższy staż niż nominat miały miejsce w 1535, 1537, 1555, 1683, 1719 i 1721. Z kolei w 1763 kardynał Camillo Paolucci zrezygnował z objęcia należnego mu urzędu dziekańskiego z uwagi na zły stan zdrowia i w rezultacie dziekanem został następny w porządku starszeństwa kardynał Carlo Alberto Guidobono Cavalchini.
Reguły ustanowione przez Pawła IV co najmniej dwukrotnie sprawiły poważne trudności interpretacyjne:
- Po śmierci kard. Nicolò Acciaiolego (23 lutego 1719) powstała wątpliwość, czy dziekanem powinien zostać Fulvio Astalli, który był najstarszym rangą kardynałem biskupem w Kurii Rzymskiej, czy też poprzedzający go w porządku starszeństwa dotychczasowy subdziekan Vincenzo Maria Orsini, który jednak był równocześnie arcybiskupem Benewentu i rezydował w swej archidiecezji. Nie było bowiem jasne, czy rezydowanie poza Kurią Rzymską z racji pełnienia obowiązków duszpasterskich w diecezji stanowi nieobecność ex causa publica, czy też nie. Klemens XI powołał komisję ekspertów z Roty Rzymskiej, jednak przed wydaniem przez nich werdyktu kard. Orsini sam zrezygnował ze swych roszczeń. W tej sytuacji papież uznał, że rezydowanie poza Kurią z powodu pełnienia obowiązków diecezjalnych stanowi przeszkodę dla sprawowania funkcji dziekana i w związku z tym zadecydował, że dziekanem zostanie Fulvio Astalli[8][9]
- Po śmierci kard. Astallego (14 stycznia 1721) powstała z kolei kontrowersja, czy starszeństwo wśród kardynałów biskupów rezydujących w Kurii należy liczyć od momentu nominacji kardynalskiej (wówczas dziekanem zostałby kard. Francesco del Giudice), czy też od promocji na kardynała biskupa (wówczas zostałby kard. Sebastiano Antonio Tanara). Wykluczono przy tym, zgodnie z decyzją podjętą w 1719, wciąż żyjącego subdziekana Orsiniego. Klemens XI ponownie powołał komisję ekspercką, która zadecydowała, że pierwszeństwo należy dać promocji do rangi kardynała biskupa, co oznaczało, że dziekanem został kardynał Tanara[9].

W XVIII wieku dwukrotnie zdarzyły się odstępstwa od unii personalnej między urzędem dziekana a funkcją kardynała biskupa Ostia e Velletri:
- w czerwcu 1726, po śmierci kardynała dziekana Fabrizio Paolucciego, funkcja dziekana, zgodnie z porządkiem starszeństwa, miała przypaść kardynałowi biskupowi Porto e S. Rufina Francesco Pignatelliemu, który był jednocześnie arcybiskupem Neapolu. Zaledwie rok wcześniej papież Benedykt XIII postanowił, że pełnienie obowiązków duszpasterskich poza rzymską prowincją kościelną nie stanowi przeszkody dla objęcia funkcji dziekana, jednak Pignatelli, który nie chciał rezygnować z archidiecezji neapolitańskiej, poprosił o zwolnienie z konieczności przejścia do diecezji Ostia e Velletri. 25 czerwca 1726 Benedykt XIII wydał brewe apostolskie, w którym przychylił się do tej prośby i zatwierdził Pignatellego jako dziekana Świętego Kolegium z jednoczesnym zachowaniem przez niego diecezji Porto e S. Rufina. Diecezję Ostia e Velletri otrzymał subdziekan Francesco Barberini, który w grudniu 1734 został następcą Pignatellego jako kardynał dziekan
- w marcu 1774, po śmierci kardynała dziekana Cavalchiniego, dotychczasowy subdziekan Giovanni Francesco Albani, biskup Porto e S. Rufina odmówił objęcia diecezji Ostia e Velletri w proteście przeciwko niedawnym rozporządzeniom Klemensa XIV, które wyłączyły miasto Velletri spod doczesnej jurysdykcji kardynała biskupa. Z tych samych względów objęcia tej diecezji odmówił kolejny w porządku starszeństwa kardynał biskup Frascati Henry Benedict Stuart. W tej sytuacji Klemens XIV zatwierdził Albaniego jako nowego dziekana, a Stuarta jako subdziekana, ale jednocześnie pozwolił im na zachowanie dotychczas zajmowanych diecezji suburbikarnych. Diecezję Ostia e Velletri otrzymał natomiast trzeci w porządku starszeństwa kardynał biskup Fabrizio Serbelloni. W 1775 nowy papież Pius VI odwołał rozporządzenia Klemensa XIV dotyczące miasta Velletri, toteż po śmierci Serbelloniego w grudniu 1775 dziekan Albani zgodził się wreszcie na przejście do diecezji Ostia e Velletri i tym samym unia tych dwóch stanowisk została przywrócona.

W 1914 Pius X rozdzielił diecezję Velletri od diecezji Ostia i zniósł wprowadzony na początku XV w. zwyczaj przechodzenia kardynałów biskupów z jednej diecezji podmiejskiej do drugiej (tzw. ius optandi). Od tego czasu każdy kardynał biskup zachowuje swą pierwotnie otrzymaną diecezję aż do śmierci, a jeżeli obejmuje funkcję dziekana, dodatkowo obejmuje diecezję Ostia. Pius X utrzymał jeszcze regułę starszeństwa, jednak papież Paweł VI w motu proprio Sacro Cardinalium Consilio w 1965 zadecydował, że dziekan ma być swobodnie wybierany przez kardynałów biskupów ze swego grona. Paweł VI zdecydował też, że kardynałowie biskupi stali się biskupami wyłącznie tytularnymi swych diecezji. Dziekan w przypadku rezygnacji z tej funkcji (co od tamtego czasu zdarzyło się już trzykrotnie – w 1993, 2002 i 2019) zachowuje tytuł swej pierwotnie otrzymanej diecezji, natomiast tytuł diecezji ostieńskiej przechodzi na jego następcę. W 2019 papież Franciszek zadecydował, że dziekan będzie wybierany na pięcioletnią kadencję (z możliwością przedłużenia mandatu).

## Subdziekani Kolegium Kardynalskiego
Zastępcą dziekana jest subdziekan (wicedziekan) Kolegium Kardynalskiego. W przeszłości zwyczajowo obejmował diecezję Porto e Santa Rufina i wyznaczały go analogiczne jak w przypadku dziekana reguły starszeństwa, z tym, że nie dotyczył go obowiązek rezydencji w Kurii Rzymskiej. Od 1965 podobnie jak dziekan jest swobodnie wybierany przez kardynałów biskupów ze swego grona. Od tamtego czasu funkcję tę sprawowali:
- Giuseppe Pizzardo (29 marca 1965 – 1 sierpnia 1970)
  - tytularny biskup Albano
- Luigi Traglia (24 marca 1972 – 7 stycznia 1974)
  - tytularny biskup Albano
- Carlo Confalonieri (7 stycznia 1974 – 12 grudnia 1977)
  - tytularny biskup Palestriny
- Paolo Marella (12 grudnia 1977 – 15 października 1984)
  - tytularny biskup Porto-Santa Rufina
- Sebastiano Baggio (15 kwietnia 1986 – 21 marca 1993)
  - tytularny biskup Velletri-Segni
- Agostino Casaroli (5 czerwca 1993 – 9 czerwca 1998)
  - tytularny biskup Porto-Santa Rufina
- Joseph Ratzinger (6 listopada 1998 – 30 listopada 2002)
  - tytularny biskup Velletri-Segni
- Angelo Sodano (30 listopada 2002 – 30 kwietnia 2005)
  - tytularny biskup Albano
- Roger Etchegaray (30 kwietnia 2005 – 10 czerwca 2017)
  - tytularny biskup Porto-Santa Rufina
- Giovanni Battista Re (10 czerwca 2017 – 18 stycznia 2020)
  - tytularny biskup Sabina-Poggio Mirteto
- Leonardo Sandri – od 18 stycznia 2020
  - tytularny biskup S. Biagio e Carlo dei Catinari